# Z Camelopardalis
Désignations
Z Camelopardalis (Z Cam) est une étoile variable cataclysmique de la constellation boréale de la Girafe. Elle a une magnitude apparente visuelle qui varie entre 10,0 et 14,5. Elle est le prototype de la famille des étoiles variables de type Z Camelopardalis, des novas naines qui marquent un plateau à une luminosité intermédiaire entre leur minimum et leur maximum de luminosité.
Z Camelopardalis fut découverte photographiquement en 1904 par Henry Park Hollis lors d'un travail pour le catalogue astrographique. Elle est entourée par une coquille étendue qui aurait été éjectée par une explosion en nova. D'après la mesure de sa parallaxe annuelle par le satellite Gaia, le système est distant d'environ ∼ 699 a.l. (∼ 214 pc) de la Terre.
| |
| Courbe de lumière de Z Camelopardalis montrant un plateau caractéristique interrompant les éruptions régulières |

|                                            |
| Coquille de gaz autour de Z Camelopardalis |

|                                 |
| Z Camelopardalis en ultraviolet |